# Oratino
Oratino là một đô thị ở tỉnh Campobasso trong vùng Molise thuộc nước Ý, có vị trí cách khoảng 7 km về phía tây của Campobasso. Tại thời điểm ngày 31 tháng 12 năm 2004, đô thị này có dân số 1.326 người và diện tích là 18,0 km².
Oratino giáp các đô thị: Busso, Campobasso, Castropignano, Ripalimosani.